# Viry (Alta Saboia)
Viry é uma comuna francesa na região administrativa de Auvérnia-Ródano-Alpes, no departamento de Alta Saboia. Estende-se por uma área de 26,16 km². Em 2010 a comuna tinha 5 379 habitantes (densidade: 205,6 hab./km²).